# Стайки (Великолукский район)
Стайки — деревня в Великолукском районе Псковской области России. Входит в состав сельского поселения «Пореченская волость».
Расположена на восточном побережье озера Большое Свиро, в 57 км к югу от райцентра Великие Луки и в 20 км к югу от волостного центра Поречье.

## Население
Численность населения деревни по состоянию на 2000 год составляла 18 жителей, на 2010 год — 10 жителей.